# Shatian Shuiku
Shatian Shuiku (kinesiska: 沙田水库) är en reservoar i Kina. Den ligger i provinsen Guangdong, i den södra delen av landet, omkring 140 kilometer öster om provinshuvudstaden Guangzhou. Shatian Shuiku ligger 68 meter över havet. Arean är 0,83 kvadratkilometer. I omgivningarna runt Shatian Shuiku växer huvudsakligen savannskog. Den sträcker sig 1,0 kilometer i nord-sydlig riktning, och 1,7 kilometer i öst-västlig riktning.
Genomsnittlig årsnederbörd är 1 990 millimeter. Den regnigaste månaden är maj, med i genomsnitt 539 mm nederbörd, och den torraste är oktober, med 15 mm nederbörd.